# Gloria Macapagal Arroyo
Gloria Macaraeg Macapagal Arroyo (sinh ngày 5 tháng 4 năm 1947) là tổng thống thứ 14 của Philippines. Bà là nữ chính khách thứ hai trở thành nguyên thủ quốc gia (sau Tổng thống Corazon Aquino), là phụ nữ đầu tiên đảm nhiệm chức vụ phó tổng thống của đảo quốc này và cũng là tổng thống Philippines đầu tiên sinh sau thế chiến II.
Arroyo nhận lãnh chức vụ tổng thống năm 2001 do cuộc cách mạng EDSA lần thứ hai, đánh đổ Joseph Estrada khỏi quyền lực giữa những cáo buộc về tình trạng tham nhũng tràn lan. Năm 2004, Arroyo đắc cử tổng thống khi đánh bại diễn viên điện ảnh Fernando Poe, Jr..
Năm 2005, Arroyo được bình chọn bởi tạp chí Forbes trở thành nhân vật thứ tư trong danh sách những phụ nữ nhiều quyền lực nhất trên thế giới. Tuy nhiên, tháng 9 năm 2006, Arroyo rơi xuống vị trí thứ 45 trong danh sách bình chọn này của tạp chí Forbes .

## Thiếu thời
Arroyo chào đời với tên Gloria Macaraeg Macapagal, con gái của Diosdado Macapagal và Evangelina Macaraeg. Gloria 14 tuổi khi cha của cô, Diosdado Macapagal, đắc cử tổng thống. Gloria được gởi đến Tu viện Assumption để theo đuổi chương trình giáo dục bậc tiểu học và trung học, tốt nghiệp thủ khoa năm 1964; sau đó theo học trong hai năm tại Trường Ngoại giao thuộc Đại học Georgetown ở Washington, D.C., tại đây cô trở thành bạn học cùng lớp với cựu Tổng thống Hoa Kỳ Bill Clinton. Gloria nhận văn bằng cử nhân chuyên ngành kinh tế tại Đại học Assumption khi tốt nghiệp hạng xuất sắc năm 1968.
Sau khi trở về Philippines, Arroy lấy bằng Thạc sĩ chuyên ngành kinh tế tại Đại học Ateneo de Manila và học vị Tiến sĩ Kinh tế học tại Đại học Philippines.
Arroyo kết hôn với Jose Miguel Arroyo năm 1968. Họ có ba con, Juan Miguel (sinh năm 1969), Evangelina Lourdes (1971), và Diosdado Ignacio Jose Maria (1974).
Từ năm 1977 đến năm 1987, Arroyo giảng dạy tại các trường học như Đại học Philippines và Đại học Ateneo de Manila. Bà cũng đảm nhận chức vụ chủ tịch Khoa Kinh tế Đại học Assumption.
Năm 1987, nữ tổng thống đầu tiên của Philippines, Corazon Aquino, mời Arroyo tham chính trong cương vị Phụ tá Bộ trưởng Thương mại và Công nghiệp, hai năm sau bà được đề bạt vào chức vụ thứ trưởng. Đồng thời trong cương vị Giám đốc điều hành Ban Xuất khẩu hàng dệt may, Arroyo chứng kiến tốc độ tăng trưởng cao của công nghiệp dệt may trong thập niên 1980.

## Chính trường

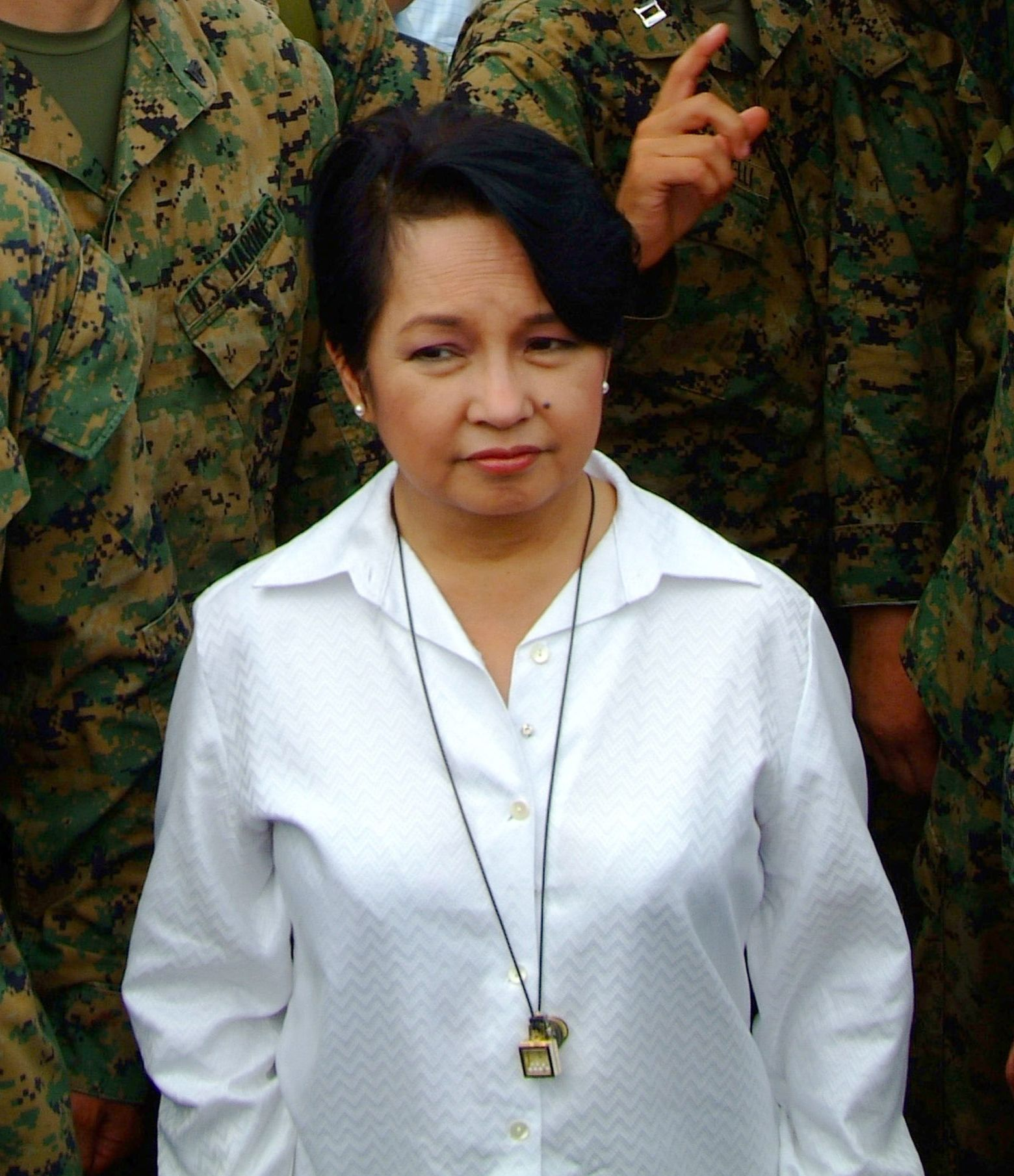
Gloria Arroyo

Mặc dù cha từng là tổng thống Philippines, Arroyo không chịu tham gia chính trường cho mãi đến năm 1992, hai mươi bảy năm sau khi ông rời khỏi chức vụ. Arroyo đắc cử vào Thượng viện Philippines năm 1992, tái đắc cử năm 1995, đứng đầu cuộc bầu cử thượng viện với 16 triệu phiếu cử tri bầu cho bà.
Với tư cách một nhà lập pháp, Arroyo đệ trình hơn 400 dự luật và bảo trợ 55 đạo luật quan trọng về kinh tế suốt trong thời gian bà phục vụ tại Thượng viện.
Năm 1998, mặc dù có xem xét đến khả năng ra tranh cử tổng thống, nhưng lại chịu thuyết phục bởi cựu tổng thống Fidel V. Ramos, Arroyo đồng ý gia nhập Đảng LAKAS để đứng chung liên danh với ứng cử viên tổng thống, Chủ tịch Hạ viện Jose De Venecia. De Venecia và Arroyo vận động tranh cử toàn quốc với sự hỗ trợ của Ramos và bộ máy đầy quyền lực của đảng LAKAS. Arroyo đắc cử phó tổng thống với 13 triệu phiếu, hơn hai lần so với số phiếu của ứng cử viên kế cận, Thượng nghị sĩ Edgardo Angara. Nhưng De Venecia thất bại trước phó tổng thống đương nhiệm rất được lòng dân, Joseph Estrada.

## Phó Tổng thống
Ngày 30 tháng 6 năm 1998, Arroyo bắt đầu nhiệm kỳ phó tổng thống. Một thời gian ngắn sau đó, Estrada bổ nhiệm bà vào nội các đảm nhiệm chức vụ Bộ trưởng Phát triển và Phúc lợi Xã hội với nhiệm vụ chính là giám sát các chương trình của chính phủ phục vụ dân nghèo.
Tháng 10 năm 2000, Arroyo từ nhiệm khỏi nội các để giữ khoảng cách với Tổng thống Estrada đang bị cáo buộc tham nhũng bởi chính những chính trị gia ủng hộ ông trước đó. Arroyo gia nhập tổ chức dân sự (civil society) cùng với nhiều công dân Philippines khác kêu gọi tổng thống từ chức.
Ngày 20 tháng 1 năm 2001, sau nhiều ngày bất ổn chính trị với những cuộc biểu tình bùng phát trên đường phố, Tối cao Pháp viện công bố bỏ trống chiếc ghế tổng thống. Trước đó, quân đội và cảnh sát quốc gia rút lại sự trung thành dành cho Estrada và quay sang ủng hộ Arroyo. Ngay trong ngày, Arroyo tuyện thệ nhậm chức tổng thống thứ 14 của Philippines trước Chánh án Toà Tối cao Hilario Davide Jr.
Tiến trình loại bỏ Estrada về sau được biết đến với tên gọi Cuộc cách mạng EDSA II, sau khi cuộc cách mạng EDSA năm 1986 lật đổ chính quyền Ferdinand Marcos. EDSA là bốn chữ cái đầu của Epifano de los Santos Avenue, một xa lộ thuộc Vùng đô thị Manila là địa điểm chính diễn ra các cuộc biểu tình.
Sau này Estrada tra vấn về tính hợp pháp của phán quyết toà án khi ông tìm cách giành lại ghế tổng thống nhưng Tối cao Pháp viện công nhận sự kế nhiệm của Arroyo là hợp pháp. Ngay cả khi Estrada và những người ủng hộ ông không bao giờ công nhận chức vụ tổng thống của Arroyo, bà vẫn có thể hành xử đầy đủ quyền hạn và đặc quyền dành cho tổng thống. Cộng đồng quốc tế cũng công nhận Arroyo là tổng thống Philippines.

## Tổng thống

### Giai đoạn đầu: 2001 – 2004

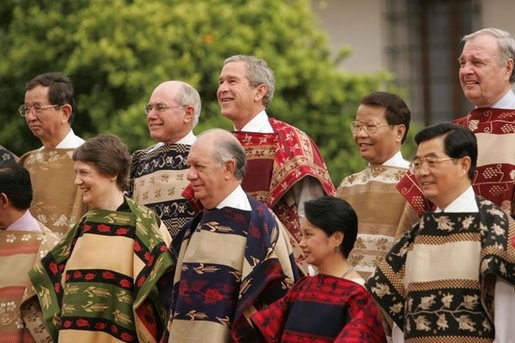
Tổng thống Arroyo và các nguyên thủ quốc gia tại APEC 2004

Sự kiện Arroyo kế nhiệm tổng thống chia cắt đất nước Philippines thành hai phe, một phe ủng hộ bà trong khi phe kia đứng về phía Estrada. Suốt trong nhiệm kỳ đầu, những tra vấn về tính hợp pháp của chức vụ tổng thống luôn đeo đuổi Arroyo, mặc cho Toà án Tối cao đã phát quyết về vấn đề này. Mặt khác, những chính trị gia từng ủng hộ Estrada quay lưng lại với ông trong khi sự kiện các đồng minh chính trị của Arroyo giành được thắng lợi áp đảo trong cuộc bầu cử tổ chức vào tháng 5 năm 2004 được nhiều người xem là sự thừa nhận hiển nhiên của cử tri dành cho chức vụ tổng thống của Arroyo.
Thách thức lớn nhất đối với Arroyo là cải cách một chính quyền luôn bị nhìn xem là thối nát. Khó khăn xuất hiện khắp mọi nơi khi thực thi sứ mạng dễ làm nản lòng này; công việc của Arroyo càng khó khăn hơn khi những người ủng hộ Estrada sẵn sàng chụp lấy mọi cơ hội để phá hoại quyền lãnh đạo của bà.
Ngày 21 tháng 5 năm 2001, hàng ngàn người ủng hộ tổng thống bị phế truất diễu hành đến dinh tổng thống yêu cầu phóng thích và phục hồi chức vụ cho Estrada, đang bị giam giữ vì tội danh tham ô. Chỉ trong vài ngày, tình trạng bạo loạn lụi tàn khi những mối đe doạ cho chính phủ Arroyo bị dập tắt. Nỗ lực không thành công nhằm lật đổ Arroyo được gọi là EDSA 3 hay Sức mạnh của dân nghèo.

#### Binh biến Oakwood
Ngày 27 tháng 7 năm 2003, Arroyo đối mặt với một cuộc nổi dậy lộ diện khi hơn ba trăm sĩ quan cấp thấp và binh sĩ phản loạn (các phương tiện truyền thông gọi nhóm người này là "Magdalos" vì băng màu đỏ họ mang trên cánh tay) tạo ra một cuộc binh biến, chiếm giữ một khách sạn và một trung tâm mua sắm trong khu kinh doanh trong thành phố Makati thuộc Vùng đô thị Manila (Metro Manila). Cuối cùng, nhóm quân nhân phiến loạn đồng ý qui hàng khi đạt được một thoả thuận với chính phủ sau 22 giờ thương thuyết. Suốt trong lúc đàm phán, những thủ lĩnh của Magdalo, Trung uý Hải quân Antonio Trillanes IV và Đại uý Thủy quân lục chiến Gary Alejano nêu lên những yêu cầu đòi cải tổ Lực lượng vũ trang Philippines. Sáu trong số những thủ lĩnh này, trong đó có Trillanes và Alejano, muốn ra trước toà án binh trong khi binh sĩ dưới quyền chỉ muốn trở về doanh trại. Sau khi cuộc khủng hoảng chấm dứt, những điều kiện đạt được khi thương thảo đã bị chính phủ phớt lờ. Các phụ tá của Arroyo cho rằng cuộc binh biến có liên quan đến Estrada và những người ủng hộ ông. Một cựu phụ tá của Estrada bị bắt giữ liên quan đến cuộc nổi dậy. Tổng thống cho thành lập Uỷ ban Feliciano để điều tra về cuộc binh biến. Sau này, Uỷ ban nhận ra rằng cuộc nổi dậy, được gọi là Binh biến Oakwood (gọi theo tên khách sạn bị phiến quân nắm giữ), không phải là tự phát mà đã được hoạch định trước. Rõ ràng có kế hoạch nhắm lật đổ chính phủ Arroyo, mặc dù vẫn không có chứng cớ đầy đủ về sự dính líu của Estrada.

#### Jose Pidal
Tháng 8 năm 2003, chồng của Arroyo, Jose Miguel, bị cáo buộc bởi Thượng nghị sĩ Panfilo Lacson, cho rằng đệ nhất phu quân đã chuyển những đóng góp và ngân quỹ vận động tranh cử vào một tài khoản ngân hàng dưới một tên giả, Jose Pidal. Lacson còn trưng ra những bức ảnh cho thấy đệ nhất phu quân đang "tình tứ" với cô phụ tá Victoria Toh. Thế là những đồn đại cho rằng Mike Arroyo lừa dối vợ trở nên râm ran trên khắp cả nước.
Những cáo buộc này không có giá trị pháp lý nhưng đủ để làm tổng thống bối rối và tức giận ông chồng. Vài tuần sau đó, trước các phóng viên, Mike Arroyo thể hiện một cử chỉ hoà giải khi tặng hoa cho bà vợ tổng thống của mình.

#### Kinh tế Lễ hội
Chính phủ ban hành chính sách điều chỉnh những ngày lễ sao cho có thể kéo dài các kỳ nghỉ cuối tuần - chẳng hạn, nếu ngày lễ Độc lập của Philippines (12 tháng 6) là vào thứ Tư, sẽ được dời đến thứ Sáu hoặc thứ Hai để kéo dài kỳ nghỉ cuối tuần nhằm phát triển du lịch trong nước - Chính sách này được áp dụng từ năm 2002 mặc cho những luận cứ phản bác cho rằng không cần thiết phải phá vỡ truyền thống trong khi giới doanh nghiệp than phiền chính phủ luôn chậm trễ trong việc ấn định các ngày lễ. Đến nay, dân chúng đòi hỏi phải công bố trước lịch lễ hội cả năm.
Arroyo nhấn mạnh đến mục đích chính của chính sách kinh tế lễ hội là:
1. Tạo điều kiện cho người dân Philippines dành nhiều thời gian hơn cho gia đình.
2. Củng cố nền kinh tế Philippines bằng cách cổ xuý du hành và du lịch nội địa.

Cuối tháng 8 năm 2005, giới doanh nghiệp và công chúng nhận ra họ bị rơi vào "bẫy lễ hội" khi chính phủ Arroyo đột ngột công bố ngày lễ kỷ niệm các anh hùng quốc gia vào ngày 29 tháng 8. Mãi cho đến cuối ngày 26 tháng 8 (thứ Sáu), thư ký báo chí Ignacio Bunye nói rõ rằng sẽ không có ngày lễ nào được công bố; đến cuối tuần, chính phủ công bố ngày lễ là ngày làm việc bình thường.
Nhưng khi đến ngày 29 tháng 8, người dân kinh ngạc khi thấy cửa hiệu và văn phòng chính phủ đóng cửa. Sau đó, giới luật sư, nghiệp đoàn và thủ lĩnh doanh nghiệp tổ chức các buổi họp và các buổi tụ tập để yêu cầu Arroyo chấm dứt chính sách kinh tế lễ hội mà họ cho là "lợi bất cập hại". Những người chỉ trích phê phán chính phủ Arroyo là "cực kỳ luộm thuộm và vô trách nhiệm".
Nhiều người tin rằng chính phủ hấp tấp công bố ngày lễ 29 tháng 8 là vì nỗi sợ bị Quốc hội ấn định lịch thảo luận và biểu quyết về vụ luận tội tổng thống (khi ấy đang bị đình hoãn), sẽ là ngày 5 và 6 tháng 8.
Khi Arroyo không chịu công bố kỳ nghỉ lễ kéo dài 8 ngày trong tháng 12 năm 2005 (chỉ có ngày 26 và 30 tháng 12 được nghỉ lễ, nhưng ngày 27, 28 và 29 tháng 12 là ngày làm việc) nhiều người chỉ ra rằng chiến lược của nền kinh tế lễ hội là thủ phạm chính gây ra sự sút giảm lượng hàng hoá bán lẻ trên cả nước. Những người bán lẻ trên khắp Philippines báo cáo sút giảm 15% doanh số trong tháng 12 năm 2005 so với cùng kỳ năm 2004. Những nhà phân tích nhấn mạnh sự kiện số lượng đông đảo ngày lễ được công bố trải đều suốt năm 2005 khiến dân chúng đi nhiều và chi tiêu nhiều cho du lịch nên không còn nhiều tiền dành cho mua sắm trong mùa lễ hội.

#### Bầu cử năm 2004

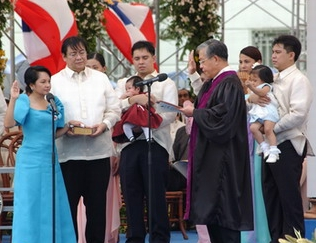
Arroyo tuyên thệ nhậm chức tại Thành phố Cebu, 30 tháng 6 năm 2004

Ngày 30 tháng 12 năm 2002 tại thành phố Baguio, Arroyo tuyên bố sẽ không ra tranh cử trong cuộc bầu cử tổng thống năm 2004, nhưng bà đã đổi ý và quyết định đấu tranh cho một nhiệm kỳ mới kéo dài sáu năm. Xuất hiện trong một cuộc tụ họp đông đảo tại tỉnh nhà Pampanga, Arroyo cho biết bà quyết định "hoãn lại kế hoạch nghỉ hưu", nhắc đến những yêu cầu đang gia tăng từ những người ủng hộ muốn bà ra tranh cử. Vì thái độ xoay chiều đột ngột này mà uy tín của Arroyo bị tổn thương.
Cuộc bầu cử năm 2004 được xem là cơ hội cho Arroyo củng cố uy tín chính phủ của bà, vẫn luôn bị ám ảnh bởi tính hợp pháp từ cuộc chính biến năm 2001 đưa bà lên ghế tổng thống. Arroyo tranh đấu trong một cuộc vận động tranh cử đầy cay đắng chống lại một ứng viên tổng thống và là bạn thân của Estrada, diễn viên điện ảnh được ưa chuộng Fernando Poe, Jr. Trong mắt quần chúng, Arroyo có lợi thế là một nhà trí thức khi đối đầu với Poe, một người không hoàn tất nổi chương trình trung học. Những ứng viên khác là Thượng nghị sĩ Raul Roco, Thượng nghị sĩ Panfilo Lacson và nhà truyền bá phúc âm Eduardo Villanueva.
Trong những lần thăm dò trước mùa bầu cử, Arroyo chỉ bám đuổi theo Poe, nhưng uy tín của bà tăng dần cho đến khi vượt qua Poe. Về sau người ta cho rằng Arroyo có được thành công này là nhờ bộ máy chính trị, Liên minh K4 với ảnh hưởng vượt trội của Đảng LAKAS (cùng với De Venecia, năm 2002, Arroyo đảm nhiệm chức vụ đồng chủ tịch đảng LAKAS); quyết định của bà khi chọn người đứng cùng liên danh, một thượng nghị sĩ được lòng dân, Noli De Castro; sự ủng hộ của bà dành cho các nhóm tôn giáo có nhiều ảnh hưởng; và lòng trung thành của các tỉnh như Cebu, Pampanga và những nơi khác.
Như đã được tiên báo bởi các cuộc thăm dò dư luận, Arroyo dành thắng lợi trong cuộc bầu cử tổng thống tổ chức ngày 10 tháng 5 năm 2004, khoảng cách với đối thủ gần nhất, Poe, là một triệu phiếu bầu.
Dù có những cáo buộc xuất hiện trong suốt cuộc vận động tranh cử cho rằng Arroyo sử dụng tiền thuế của người dân cho ngân quỹ vận động tranh cử, cũng có những cáo buộc về gian lận và có những bất thường không quan trọng được tìm thấy trong kỳ bầu cử nhưng những người cáo buộc không đưa ra được bằng chứng cho những cáo buộc gian lận và tham nhũng trên quy mô toàn quốc.

### Giai đoạn hai: 2004 đến 2010
Ngày 24 tháng 6 năm 2004, hơn một tháng sau ngày bầu cử, Quốc hội tuyên bố Arroyo thắng cử. Ngày 30 tháng 6 năm 2004, trên đảo Cebu, Arroyo tuyên thệ nhậm chức, là tổng thống đầu tiên của Philippines làm lễ nhậm chức ở đây. Động thái này thể hiện lòng biết ơn dành cho dân chúng đảo Cebu đã ủng hộ bà trong cuộc tuyển cử. Không theo nếp cũ, Arroyo chỉ đọc diễn văn nhậm chức tại Manila rồi đến đảo Cebu để tiến hành lễ nhậm chức.

#### Vụ tai tiếng "Hello Garci"
Ngày 10 tháng 6 năm 2005, một cựu phó giám đốc Văn phòng Điều tra Quốc gia (NBI), Samuel Ong, tiết lộ rằng ông có một bộ những cuộn băng gốc về cuộc nói chuyện giữa Tổng thống Arroyo và một viên chức thuộc Ủy ban Bầu cử. Theo nhận xét của Ong, nội dung cuộn băng cho thấy Arroyo đã gian lận trong kỳ bầu cử toàn quốc năm 2004 khoảng 1 triệu phiếu, với số phiếu này bà đã đánh bại đối thủ của mình. Ngày 27 tháng 6, Arroyo thừa nhận sai lầm khi nói chuyện với một viên chức bầu cử, nhưng cho đó chỉ là một "sai sót trong phán đoán" và khẳng định không tìm cách gây ảnh hưởng trên kết quả bầu cử.
Ngày 8 tháng 7 năm 2005, mười thành viên nội các nộp đơn từ chức và yêu cầu tổng thống cũng làm như vậy. Sau đó trong ngày, Đảng Tự do và cựu tổng thống Corazon Aquino, cả hai từng là đồng minh của Arroyo, cùng kêu gọi bà từ chức. Tổng thống một lần nữa bác bỏ những yêu cầu này.
Trong khi đó, cựu tổng thống Fidel Ramos tiếp tục ủng hộ Arroyo, cương quyết bác bỏ mọi lời yêu cầu tổng thống từ chức và đề nghị nên tiến hành tu chính hiến pháp để thay đổi thể chế chính quyền Philippines từ tổng thống chế sang thể chế đại nghị liên bang.
Tháng 9 năm 2005, Viện Dân biểu biểu quyết 158 chống 51 dập tắt mọi nỗ lực đưa tổng thống ra luận tội, với lý do "chưa đủ chứng cớ". Phe đối lập đã không kiếm đủ 79 phiếu cần có để chuyển vụ việc lên Thượng viện. Có một số thành viện chủ chốt của phe đối lập vắng mặt lúc biểu quyết trong khi một số khác thay đổi ý kiến vào phút chót.
Tuy nhiên, chính phủ Arroyo vẫn tiếp tục đối đầu với những chống đối không ngơi nghỉ với những cuộc tụ họp chống đối trên đường phố, trên các phương tiện truyền thông dù có gây ảnh hưởng bất lợi trên sự tăng trưởng kinh tế của đất nước. Cựu tổng thống Corazon Aquino, một đồng minh quan trọng của Arroyo trong cuộc Cách mạng Quyền lực Nhân dân năm 2001 (EDSA II), đứng về phe đối lập và lãnh đạo các cuộc tụ họp trên đường phố.
Ngay sau quyết định của Viện Dân biểu, Social Weather Station (SWS) công bố một loạt những cuộc thăm dò cho thấy công luận vẫn tỏ ra nghi ngờ về vị trí của Arroyo trong chính phủ. 79% người trả lời cuộc thăm dò muốn tổng thống phải bị luận tội vì đã nói chuyện qua điện thoại với một viên chức bầu cử, hành động này đồng nghĩa với sự gian lận. 64% cho biết họ muốn Arroyo từ nhiệm, trong khi đó có 51% tin rằng cách mạng quyền lực nhân dân là giải pháp giúp loại bỏ tổng thống khỏi chức vụ.

#### Thảm hoạ Wowowee
Ngày 4 tháng 2 năm 2006, xảy ra thảm hoạ khi đám đông chen lấn hỗn loạn tại ULTRA, thành phố Pasig làm thiệt mạng 73 người và làm bị thương gần 400 người khác khi những người này đến tham dự trò chơi truyền hình Wowowee. Tổng thống đưa ra hạn định 72 giờ đồng hồ cho cuộc điều tra và đến an ủi thân nhân những người thiệt mạng trước và sau cuộc hỗn loạn.

#### Bầu cử 2010
Trong cuộc bầu cử tổng thống Philippines nhiệm kỳ tiếp theo, bà bị ông Benigno Aquino III cáo buộc bà tham nhũng và gian lận bầu cử trong khi tại vị.

## Giai đoạn hậu tổng thống
Ngày 18/11/2011, bà Gloria Arroyo đã bị bắt giữ tại một bệnh viện ở Manila vì vì những cáo buộc gian lận trong cuộc bầu cử năm 2007.
Mặc dù Tòa án Tối cao Philippines đã cho phép bà Arroyo ra nước ngoài chữa bệnh, nhưng chính quyền đã yêu cầu cơ quan xuất nhập cảnh ngăn cựu lãnh đạo này rời khỏi đất nước đồng thời đẩy nhanh tiến trình cáo buộc bà Arroyo vi phạm luật bầu cử.